# Digimon Frontier
Digimon Frontier (jap. デジモンフロンティア, Dejimon Furontia) aus dem Jahr 2002 ist die vierte Anime-Fernsehserie des Digimon-Franchises. Sie hat keinen direkten Bezug zu den drei vorherigen Serien, da sie in einer von diesen unabhängigen, grundlegend anderen Welt spielt. Sie umfasst 50 Folgen und wurde vom Studio Tōei Animation produziert und in Japan sowie mehreren anderen Staaten im Fernsehen ausgestrahlt, darunter auch in Deutschland.

## Inhalt

### Welt
Wie in den Vorgängerstaffeln existiert auch in Digimon Frontier eine Digiwelt, in der Wesen namens Digimon leben. Ob diese allerdings wie die Vorgängerwelten in den Kommunikationsnetzwerken der Erde existiert oder ob es sich um ein Paralleluniversum handelt, wird nicht näher beschrieben.
Die Digiwelt in Digimon Frontier ist in zehn Regionen unterteilt, die je eines der zehn Elemente (Feuer, Licht, Eis, Wind, Donner, Erde, Holz, Wasser, Stahl und Finsternis) darstellen. Verbunden werden sie von einem den gesamten Planeten umfassenden Schienennetz, durch das zug-ähnliche Digimon, genannt Trailmon, Fahrgäste von einem Ort zum nächsten befördern. Die Regionen selbst sowie sämtliche belebten und unbelebten Objekte darin bestehen aus sogenannten D-Codes (デジコード Dejikōdo, Digicodes). Diese sind für die Gestaltung der Digiwelt verantwortlich und üblicherweise nicht offen zugänglich. Sobald die D-Codes, z. B. durch das Zerstören eines Gegenstandes oder das Verletzen eines Lebewesens, enthüllt werden, können sie von anderen Lebewesen aufgenommen werden. Die Aufnahme der D-Codes eines Lebewesens führt dazu, dass sich dieses wieder zu einem DigiEi zurückentwickelt, das anschließend zur „Stadt des ewigen Anfangs“ zurückkehrt, wo es vom Vogeldigimon Swanmon gepflegt wird, bis es ausschlüpft und sein Leben von vorn anfangen kann.
Über die Digiwelt herrschen die drei großen Engel: Cherubimon, Seraphimon und Orphanimon. Cherubimon schützt das Wissen und die Wahrheit, Seraphimon wahrt Gesetz und Ordnung und Orphanimon sorgt sich um die Liebe und das Leben. Seraphimon und Orphanimon repräsentieren gemeinsam die humanoiden Digimon, während Cherubimon für die tierischen Digimon steht.

### Digimon und Technik
Die Technik von Digimon basiert im Wesentlichen auf der der Vorgängerserien und baut diese aus.
Das Digivice, das die Hauptfiguren dieser Serie besitzen, heißt D-Tektor (jap. „D-Scanner“) und kann als Handsprechfunkgerät und Radar dienen. Außerdem können damit D-Codes eingescannt und die enthaltene Information wiederhergestellt werden.
Die Digimon in der Welt von Digimon Frontier können zwar wie die der Vorgängerstaffel digitieren, um so ein neues Level zu erreichen und an Macht gewinnen, die klassische Digitation spielt aber eine eher untergeordnete Rolle und wird in der Serie nicht im Detail erläutert. Entscheidender ist die Verwandlung der menschlichen Hauptpersonen zu sogenannten Hybrid-Digimon. Diese ist mit Hilfe von Artefakten, genannt Spirits, die das Vermächtnis einer Gruppe von zehn legendären Urdigimon sind, möglich. Es gibt insgesamt zwanzig Spirits – zwei für jedes der zehn Elemente, bestehend aus jeweils einem H-Spirit (ヒューマン スピリット Hyūman Supiritto, Human Spirit) und einem B-Spirit (ビースト スピリット Bīsuto Supiritto, Beast Spirit). Im Gegensatz zu den gewöhnlichen Digimon können die Hybrid-Level-Digimon ihren Typus ändern, um sich ihrem Gegner anzupassen, was auch der Grund dafür ist, dass sie dem Typus Variabel zugeordnet sind. Nur Susanoomon zählt nicht zu den Hybrid-Digimon, sondern ist als Mega-Level-Digimon klassifiziert und dem Typus Serum zugehörig.
Die Hauptcharaktere führen im Laufe der Serie folgende Digitationen aus:
H- bzw. L-Spirit-Digitation
Die H-Spirit-Digitation ist die erste in der Serie vorkommende und kann von allen Hauptcharakteren durchgeführt werden. Bei ihr digitiert der jeweilige Mensch mit Hilfe seines H-Spirits zum H-Hybriden (ハイブリッド体H Haiburiddotai H), die vom Aussehen her stark an Menschen erinnern.
B- bzw. K-Spirit-Digitation
Die B-Spirit-Digitation wird den Hauptcharakteren kurz nach der H-Spirit-Digitation möglich. Der jeweilige Mensch digitiert bei ihr mit Hilfe seines B-Spirits zu einem tierartigen B-Hybrid-Digimon (ハイブリッド体B Haiburiddotai B), das anfangs schwer zu kontrollieren ist.
Anmerkung: In der japanischen Originalfassung werden H- und B-Spirit-Digitation nur als Spirit Evolution (スピリット・エボリューション Supiritto Eboryūshon) bezeichnet.
Slide-Digitation (スライド・エボリューション Suraido Eboryūshon, Slide Evolution)
Die Slide-Digitation ist eigentlich keine wirkliche Digitation. Stattdessen wechseln die Hauptfiguren zwischen ihren menschlichen und tierischen Digimon-Formen hin und her.
Doppelte Spirit-Digitation (ダブル スピリット エボリューション Daburu Supiritto Eboryūshon, Double Spirit-Evolution)
Die Doppelte Spirit-Digitation wird in der Serie nur von zwei der Hauptcharaktere durchgeführt, Takuya und Kōji. Bei ihr verbindet der Mensch seinen B- mit seinen H-Spirit und digitiert so zu seiner vereinten Form, auch A-Hybrid (ハイブリッド体A Haiburiddotai A) genannt.
Hyper-Spirit-Digitation (ハイパー・スピリット・エボリューション Haipā Supiritto Eboryūshon, Hyper Spirit-Evolution)
Die Hyper-Spirit-Digitation wird in der Serie nur von zwei der Hauptcharaktere durchgeführt, Takuya und Kōji. Bei ihr nutzt der Mensch nicht nur sein eigenes, sondern gleich fünf Spirit-Paare zur Digitation zur übersteigenden Form, auch Z-Hybrid (ハイブリッド体Z Haiburiddotai Z) genannt.
Legendäre Spirit-Digitation (エンチェント スピリット エボリューション Enchento Supiritto Eboryūshon, Ancient Spirit-Evolution)
Die Legendäre Spirit-Digitation kann, da für sie alle zehn Spirit-Paare benötigt werden, nur von allen Hauptcharakteren gemeinsam, oder von Takuya und Kōji stellvertretend für die fehlenden durchgeführt werden. In jedem Fall erscheint letztlich das legendäre Götter-Digimon Susanoomon, das alle anderen Hybride an Kampfkraft übertrifft.

### Vorgeschichte
Einst lebten die tierischen und die humanoiden Digimon friedlich nebeneinander in der Digiwelt. Dann kam es jedoch zu gewalttätigen Auseinandersetzungen zwischen beiden Seiten, die beinahe zu Zerstörung der Digiwelt führten. Da erschien Lucemon und schaffte es, beide Seiten zum Frieden zu führen. Allerdings wurde sie immer machtgieriger, grausamer und tyrannischer in ihrer Herrschaft, sodass die tierischen und die humanoiden Digimon sich zusammenschlossen und zehn legendäre Digi-Krieger (伝説の十闘士 Densetsu no Jūtōshi), welche die zehn Regionen der Digiwelt repräsentierten, aussandten, um Lucemon zu stürzen. Diese waren AncientBeetlemon (エンシェントビートモン AncientBeetmon), AncientGarurumon (エンシェントガルルモン), AncientGreymon (エンシェントグレイモン), AncientKazemon (エンシェントイリスモン AncientIrismon), AncientMegatheriumon (エンシェントメガテリウモン), AncientMermaimon (エンシェントマーメイモン), AncientSphinxmon (エンシェント ス フィンクモン), AncientTroiamon (エンシェントトロイアモン AncientTrojamon), AncientVolcamon (エンシェントボルケーモン) und AncientWisemon (エンシェントワイズモン). Die Tyrannin wurde von den Urdigimon besiegt und in ein Gefängnis im Inneren der Digiwelt eingeschlossen. Dabei ließen die Digi-Krieger ihr Leben. Doch bevor sie starben, schufen sie aus ihren eigenen Daten die Spirits. Diese setzten sie frei und vertrauten diese den drei großen Engel-Digimon an, die dauerhaft für Frieden und Gerechtigkeit sorgen sollten. Cherubimon bekam die Spiritpaare der Erde, des Holzes, des Wassers, des Stahls und der Finsternis. Seraphimon erhielt die des Windes und des Lichts. Und schließlich bekam Orphanimon die Spirits des Feuers, des Eises und des Donners.
Leider war der Frieden von kurzer Dauer, denn Cherubimon wurde immer zorniger auf die beiden anderen Engel, da sie der Meinung war, die tierischen Digimon würden benachteiligt. Eines Tages wurde diese von den dunklen Kräften Lucemons besessen und begann, die Digiwelt zu zerstören und Seraphimon und Orphanimon zu bekämpfen. Nachdem Seraphimon in seinem Schloss in eine Starre versetzt wurde und Orphanimon ins Schloss von Cherubimon verschleppt wurde, beschloss sie, Menschenkinder in die Digiwelt zu rufen, die nach einer alten Prophezeiung die Spirits der legendären Digi-Krieger wieder erwecken sollten.

### Handlung
Takuya Kanbara erhält eines Vormittags eine SMS auf seinem Mobiltelefon, ob er ein Spiel spielen möchte, das über sein Schicksal entscheiden könnte. Neugierig entschließt er sich, mitzuspielen und wird so zum Bahnhof von Shibuya, einem Bezirk von Tokio geschickt, wo er nichtsahnend in einen geheimnisvollen Zug, ein Trailmon, in die Digiwelt steigt. In diesem trifft er Zoe Ayamoto, J.P. Shibayama und Tommy Hyomi, die alle ebenfalls per SMS zu einem Spiel um ihr Schicksal eingeladen wurden. Noch während sie sich vorstellen, verwandeln sich ihre Mobiltelefone in D-Tektoren. In der Digiwelt angekommen begegnen sie Bokomon und Neemon, die von einem bösartigen Digimon angegriffen werden. Takuya findet einen H-Spirit, digitiert und wehrt den Angriff ab. Eine Stimme in seinem D-Tektor sagt ihm daraufhin, er sei einer der zehn legendären Krieger und solle zum Waldbahnhof gehen. Ab diesem Moment wird die Gruppe von Bokomon und Neemon begleitet.
Kurz stößt auch Kōji Minamoto zur Gruppe. Auch er und die anderen Kinder finden H-Spirits. Die ersten wirklichen Gegner der Gruppe sind vier verbleibende Krieger, Grumblemon, Arbormon, Lanamon und Mercurymon, die für das böse Cherubimon arbeiten und versuchen, Takuya und seine Freunde zu besiegen. Als die Kinder nach mehreren ergebnislosen Kämpfen beim Waldbahnhof ankommen, entdecken sie das Schloss des Digimon-Engels Seraphimon und schaffen es, diesen mit Hilfe des Digimons Sorcerymon aus seiner Starre zu erwecken. Allerdings tauchen nun wieder die feindlichen Krieger auf und töten durch eine List Seraphimon, der wieder zu einem Digiei wird. Takuya und seine Freunde sind gezwungen schnell den Rückzug anzutreten.
Während sie sich zum Stern der Rosen aufmachen, unter dem das Schloss von Cherubimon liegt, gelingt es den Kindern vier der fünf gegnerischen Krieger zu besiegen und deren Spirits an sich zu nehmen. Dabei helfen ihnen auch ihre B-Spirits, die sie unterwegs nacheinander finden. Der verbleibende gegnerische Krieger namens Duskmon stellt sich jedoch als Kōjis verschollener Zwillingsbruder Kōichi heraus, der von Cherubimon manipuliert wird. Nachdem Kōji die Doppelte Spirit-Digitation durchführt, kann er ihn schließlich besiegen und zum Guten bekehren. Er erhält daraufhin später die wahren Spirits der Finsternis und kann aktiv an Kämpfen teilnehmen.
Nachdem die Gruppe bei Cherubimons Schloss angelangt ist, befreien die Kinder die gefangene Orphanimon und es wird klar, dass diese hinter der Stimme in den D-Tektoren steckte und auch die Kinder in die Digiwelt geholt hatte. Allerdings stirbt Orphanimon im folgenden Kampf gegen Cherubimon, um die Kinder zu beschützen. Takuya und Kōji schaffen es, mit Hilfe ihrer Freunde die Hyper-Spirit-Digitation durchzuführen und besiegen schließlich Cherubimon.
Nun tauchen die zwei königlichen Ritter Dynasmon und Crusadermon auf, die die gesamte Digiwelt nach und nach zerstören wollen, um Lucemon aus ihrem Gefängnis zu befreien. Alle Versuche der Kinder, die königlichen Ritter aufzuhalten, scheitern, sodass letztlich nur noch die Monde der Digiwelt übrigbleiben und Lucemon befreit wird. Da die königlichen Ritter nun aber die Grausamkeit ihrer Meisterin erleben, beginnen sie, an ihr zu zweifeln und die Kinder schaffen es letztlich, beide zu besiegen.
Lucemon erscheint, tötet ihre ehemaligen Handlanger, scannt deren D-Codes und digitiert zu ihrer Ultra-Level-Variante Lucemon Falldown-Modus. Die Dämonengebieterin zerstört schließlich auch die Monde der Digiwelt und versucht anschließend, in die Welt der Menschen einzudringen. Die Kinder sammeln ihre Kräfte und schaffen es, nachdem Kōichi sich selbst opfert, zu Susanoomon zu digitieren und Lucemon zu schlagen. Deren dunkle Seite überlebt aber und will als Lucemon Satan-Modus weiterhin in die Welt der Menschen gelangen. Susanoomon kann das verhindern und vernichtet es zusammen mit Lucemon Larva, Lucemons wahrem Megalevel, das das eigentliche Gehirn Lucemons darstellt. Daraufhin wird die Digiwelt in ihrem Ursprungszustand wiederhergestellt. Die Kinder müssen aber in die Welt der Menschen zurückkehren, da sich der von Lucemon geöffnete Durchgang zwischen den Welten wieder schließt.
Im Epilog erfahren die Kinder, dass Kōichi in der realen Welt im Krankenhaus im Sterben liegt. Als Kōji aber zu ihm kommt, erwacht dieser wieder. Man sieht, wie sich die D-Tektoren der Kinder wieder zu Handys zurückverwandeln, da ihre Energie mit der Rettung Kōichis aufgebraucht wird. In der letzten Szene reflektieren die Kinder ein letztes Mal, welche positiven Veränderungen sie durch ihre Abenteuer in der Digiwelt erfahren haben.

### Charaktere
Takuya Kanbara (神原拓也 Kanbara Takuya)
Der zehnjährige Takuya ist der Anführer der Kinder. Er ist energisch, heiter, mutig, entschlossen, hat einen starken Gerechtigkeitssinn, ist aber auch naiv, tollkühn und neigt zum Übermut. Er ist der Sohn von Hiroaki und Yuriko Kanbara und hat einen kleinen neunjährigen Bruder Shinya Kanbara, mit dem er sich manchmal streitet. Er ist der Erbe von AncientGreymons Spirits des Feuers.
Kōji Minamoto (源輝二 Minamoto Kōji)
Kōji ist elf Jahre alt, zurückhaltend und anfangs recht einzelgängerisch. Seine Schweigsamkeit ist vor allem auf Probleme in der Familie zurückzuführen. Seine Eltern haben sich kurz nach seiner Geburt scheiden lassen und seitdem lebt er bei seinem Vater Kōsei Minamoto und dessen zukünftiger Ehefrau Satomi Minamoto in dem Glauben, seine leibliche Mutter sei verstorben. Wegen beruflicher Umstände seines Vaters musste er häufig die Schule wechseln, was zur Folge hatte, dass es ihm schwer fiel, neue Freunde zu finden. Erst in der Digiwelt erfährt er von der Existenz seines verschollenen Zwillingsbruders Kōichi Kimura und seiner Mutter Tomoko Kimura. Er besitzt AncientGarurumons Spirits des Lichts.
Zoe Ayamoto (織本泉 Orimoto Izumi)
Die zehnjährige Zoe ist das einzige weibliche Mitglied in der Truppe. Sie ist willensstark, fröhlich, einfühlsam, offenherzig und sehr temperamentvoll, neigt jedoch dazu, Menschen nach dem ersten Eindruck zu beurteilen, und wird leicht hysterisch. Sie geht zielbewusst ihren eigenen Weg, weicht jedoch ernsten Besprechungen oder endgültigen Entscheidungen aus. Sie lebte mit ihren Eltern zwei Jahre in Italien. Als sie in ihre Heimat Japan zurückkehrte, hatte sie in der Schule große Probleme, sich wieder einzugliedern. Sie ist die Erbin von AncientKazemons Spirits des Windes.
Tommy Hyomi (氷見友樹 Himi Tomoki)
Der neunjährige Tommy ist das jüngste Mitglied der Truppe. Er ist kindisch, verspielt, leicht einzuschüchtern, verängstigt, aber auch oft naiv. Ursprünglich kam er gegen seinen Willen in die Digiwelt, als er von seinen Klassenkameraden Katsuharu und Teppei, in einen der Trailmon-Züge gestoßen wurde. In seiner Familie wurde er von seiner Mutter stets verwöhnt, hatte jedoch deswegen ein eher schlechtes Verhältnis zu seinem großen achtzehnjährigen Bruder. Später wird ihm bewusst, dass sein Bruder nicht, wie er geglaubt hatte, neidisch auf ihn war, sondern versuchte, ihn auf das Leben vorzubereiten. Er fühlt sich in Takuyas Gegenwart wohl und sieht in ihm einen großen Bruder. Er ist der Erbe von AncientMegatheriumons Spirits des Eises.
J.P. Shibayama (柴山純平 Shibayama Junpei)
J.P. ist mit zwölf Jahren das älteste Mitglied der Truppe. Er ist recht mollig und hat einen breiten Körperbau, ist besonnen, wachsam, oft nachdenklich aber auch oft fröhlich. Er betätigt sich als Hobbyzauberer und hat eine Vorliebe für Süßigkeiten, besonders für Schokolade. Vor seiner Reise in die Digiwelt versuchte er oft, sich Freunde zu kaufen. Seit ihrer ersten Begegnung schwärmt er für Zoe. Er sammelt leidenschaftlich Modelleisenbahnen, Briefmarken und Karten. Er besitzt AncientBeetlemons Spirits des Donners.
Kōichi Kimura (木村輝一 Kimura Kōichi)
Der elfjährige Kōichi ist Kōjis verschollener Zwillingsbruder, der nach der Trennung ihrer Eltern bei seiner Mutter Tomoko Kimura aufwuchs, ohne von der Existenz Kōjis zu wissen. Durch die Enttäuschung und Trauer seiner Mutter wurde auch er eher deprimiert und trübseelig. Vor seiner Reise in die Digiwelt erfuhr er von seiner im Sterben liegenden Großmutter von der Existenz seines Zwillingsbruders. Anfangs war er neidisch auf Kōji, da dieser in einer (scheinbar) intakten Familie aufwachsen konnte. Er ist der Erbe von AncientSphinxmons Spirits der Finsternis.

## Konzeption
Die fünf Krieger entsprechen den in Mangas und Animes häufig verwendeten Fünfer-Gruppen, die für die Gerechtigkeit streiten, auch Sentai genannt. Auch der Beitritt eines zusätzlichen Mitglieds, welches meist erst am Anfang zu den Bösen gehört, später die Seiten wechselt und auch mal neue Kräfte erhält (in diesem Fall Kōichi), ist ebenfalls Teil dieses Genres.

## Veröffentlichung

### Fernsehserie
Die Serie wurde vom japanischen Animationsstudio Tōei Animation produziert und lief in Japan vom 7. April 2002 bis zum 30. März 2003 Sonntagmorgens auf dem Sender Fuji TV. Sie löste Digimon Tamers ab und wurde wiederum von Konjiki no Gash Bell!!! abgelöst. Ausgestrahlt wurden die 50 Episoden in Japan im NTSC-Standard. Digimon Frontier wurde vom 11. Oktober 2002 bis zum 12. September 2003 als Verleihversion von Tōei Video auf zwölf VHS-Kassetten und zwölf DVDs veröffentlicht. Die Kaufversion wurde vom 21. Januar bis zum 6. Dezember 2003 nur auf zwölf Einzel-DVDs herausgebracht. Wegen der hohen Nachfrage folgte eine Wiederveröffentlichung am 24. August 2007 als Staffelbox, das neun DVDs umfasst und ¥52500 kostet.
In den Vereinigten Staaten wurde die Fernsehserie nach der Übernahme des US-amerikanischen Synchronstudios Saban Entertainment, welches für die englischsprachige Synchronisation der vorigen Digimon-Serien zuständig war, durch die Walt Disney Company im Oktober 2001 im Rahmen des zweistündigen Sendeblocks Disney’s Animation Weekdays ab dem 9. September 2002 auf dem United Paramount Network (UPN) ausgestrahlt. Nachdem ein vierjähriges Abkommen zwischen UPN und Disney am 31. August 2003 ablief, erhielt ABC Family die Ausstrahlungsrechte zur Serie. Später lief Digimon Frontier auf Toon Disney.
Weitere Ausstrahlungen auf Englisch folgten auf YTV (Kanada), Animax Asia (Asien), Network Ten (Australien) und TV2 (Neuseeland).
Die deutschsprachige Erstausstrahlung begann in Österreich am 22. Dezember 2003 und lief Montag- bis Freitagnachmittag auf dem Privatsender ATVplus. In Deutschland wurde die Serie ab dem 16. Februar 2004 auf RTL II gesendet, ebenfalls Montag- bis Freitagnachmittag. Später verkaufte der deutsche Privatsender die Ausstrahlungsrechte an Tele 5. Gesendet wurde die Serie im deutschsprachigen Raum im PAL-Verfahren.
Weiterhin wurde Digimon Frontier auch in Lateinamerika, der Schweiz (SF zwei), Spanien (TVE-2), Italien (Rai Due), Portugal (SIC), Bosnien und Herzegowina (Televizija OBN), Südkorea, Taiwan (STAR Chinese Channel), dem mittleren Osten (Spacetoon), Singapur (MediaCorp TV12 Central), Indonesien (Indosiar), Thailand (Modernine TV), und auf den Philippinen (Cartoon Network) im Fernsehen ausgestrahlt.

#### DVD-Veröffentlichung
Der deutsche Publisher KSM Anime veröffentlichte nach den ersten drei Staffeln auch Digimon Frontier auf DVD-Box. Vol. 1 mit den ersten 17 Episoden erschien am 23. Februar 2018 im limitierten Sammelschuber. Neben Trailern und einer Bildergalerie gibt es als Extra noch eine Postkarte. Die zweite Box wurde am 19. April veröffentlicht und beinhaltet die Episoden 18 bis 34. Box 3 erschien am 19. Juni 2018 und bildet den Abschluss der Sammelbox mit den Folgen 35 bis 50.

#### Veränderungen in den internationalen Ausstrahlungen
Die Serie wurde in verschiedenen Teilen Asiens, Amerikas, Ozeaniens und Europas unterschiedlich stark an die verschiedenen Fernsehlandschaften und Zensurstandards angepasst.
Bei der US-amerikanischen Fassung wurden seitens der Disney-Tochtergesellschaft Sensation Animation, in der alle ehemaligen Mitarbeiter und Synchronsprecher von Saban Entertainment an der Produktion beteiligt waren, viele der japanischen Namen anglisiert, Szenen, die entweder Gewalt enthielten oder als unbedeutend erschienen, herausgenommen und/oder technisch und dramaturgisch modifiziert, Dialoge und Bezeichnungen teils verändert bzw. verharmlost. Des Weiteren wurde die originale Hintergrundmusik vollkommen entfernt und durch Eigenkompositionen ausgetauscht.
Bei der Umsetzung der deutschen Version orientierte man sich weitgehend nach der original japanischen Vorlage. Nach Angaben des Münchener Lizenznehmers CTM Concept – TV & Merchandising GmbH wurden auch hier aus Vermarktungsgründen die anglisierten Namen übernommen. Im Gegensatz zur japanischen Originalfassung werden Cherubimon und Lucemon jedoch in der deutschsprachigen Version als weiblich bezeichnet/dargestellt, trotz ihrer männlichen Figuren.

#### Synchronisation
Die deutsche Fassung der Fernsehserie wurde von den Berliner Ateliers der MME Studios GmbH mit deutschsprachigen Dialogen versehen.
| Rolle (jp./dt.)                   | Japanischer Sprecher (Seiyū)                                                     | Deutscher Sprecher |
| --------------------------------- | -------------------------------------------------------------------------------- | ------------------ |
| Takuya Kanbara                    | Junko Takeuchi                                                                   | Ricardo Richter    |
| Kōji Minamoto                     | Hiroshi Kamiya                                                                   | Sandro Blümel      |
| Izumi Orimoto / Zoe Ayamoto       | Sawa Ishige                                                                      | Ann Vielhaben      |
| Tomoki Himi / Tommy Hyomi         | Kumiko Watanabe                                                                  | Isabelle Schmidt   |
| Junpei Shibayama / J.P. Shibayama | Masato Amada                                                                     | Wanja Gerick       |
| Kōichi Kimura                     | Ken’ichi Suzumura                                                                | Sebastian Schulz   |
| Bokomon                           | Kazuko Sugiyama                                                                  | Uwe Büschken       |
| Neemon                            | Masami Kikuchi                                                                   | Klaus Lochthove    |
| Patamon                           | Kae Araki                                                                        | Hans Hohlbein      |
| Plotmon / Salamon                 | Yōko Asada                                                                       | Katrin Zimmermann  |
| Lopmon                            | Rumi Shishido                                                                    | Nina Herting       |
| Seraphimon                        | Nobuyuki Hiyama                                                                  | Joseline Gassen    |
| Ophanimon / Orphanimon            | Rika Fukami                                                                      | Karin David        |
| Cherubimon                        | Ryūzaburō Ōtomo                                                                  | Regine Albrecht    |
| Grottomon / Grumblemon            | Tomohiro Nishimura                                                               | Stefan Gossler     |
| Arbormon                          | Kenji Nomura                                                                     | Tobias Kluckert    |
| Ranamon / Lanamon                 | Haruhi Terada                                                                    | Anna Carlsson      |
| Mercuremon / Mercurymon           | Yasunori Matsumoto                                                               | Gerrit Schmidt-Foß |
| Dynasmon                          | Kenta Miyake                                                                     | Matthias Klages    |
| RhodoKnightmon / Crusadermon      | Ryōtarō Okiayu                                                                   | Michael Bauer      |
| Lucemon                           | Kumiko Nishihara (Rookie-Level u. Larva) Ryūsei Nakao (Falldown- u. Satan-Modus) | Ulrike Lau         |
| Erzähler                          | Masami Kikuchi                                                                   | Kim Hasper         |

#### Musik
Die Musik zur Fernsehserie wurde von Takanori Arisawa komponiert.
Für den Vorspann der Serie wurde eine 93-sekündige Version des Vorspanntitels FIRE!! produziert, dass von Kōji Wada interpretiert wurde. Komposition und Arrangement stammten von Michihiko Ōta. Den Text zum Lied schrieb Hiroshi Yamada.
Ebenso wurden für den Abspann zwei etwa 95- bis 100-sekündige Versionen der Lieder produziert. Diese sind Innocent ~Mujaki na Mama de~ und an Endless tale. Innocent ~Mujaki na Mama de~ wurde von Kōji Wada gesungen. Die Komposition stammt von Hidenori Chiwata. Cher Watanabe war für das Arrangement zuständig. Den Text schrieb Yū Matsuki. An Endless tale wurde von Kōji Wada und Ai Maeda alias AiM gesungen. Die dazugehörige Musik und das Arrangement stammten von Michihiko Ōta. Den Text zum Lied schrieb Hiroshi Yamada.
Außerdem wurden während einiger Episoden folgende Lieder gespielt:
- With the Will – gesungen von Kōji Wada, Liedtext von Shōko Ōmori, Musik und Arrangement von Cher Watanabe
- The Last Element – gesungen von Ayumi Miyazaki, Liedtext von Hiroshi Yamada, Musik und Arrangement von Cher Watanabe

Für die deutsche Ausstrahlung wurden deutschsprachige Versionen der japanischen Lieder verwendet:
- Vorspann: Wenn das Feuer in dir brennt – gesungen von Frank Schindel, Liedtext von Andy Knote und Henk Flemming – (FIRE!!)
- 1. Abspann: Flieg um die Welt – gesungen von Frank Schindel, Liedtext von Henk Flemming – (Innocent ~Mujaki na Mama de~)
- 2. Abspann: Geschichten ohne Ende – gesungen von Ruth Kirchner und Ron Van Lankeren, Liedtext von Henk Flemming – (an Endless tale)

Anmerkung: Es wurden bei der deutschen Ausstrahlung 30-sekündige Versionen der Abspänne gezeigt.
Sonstige deutsche Titel:
- Wenn du willst – gesungen von Fred Roettcher, Liedtext von Henk Flemming – (With the Will)
- Die Hyper Spirit Digitation – gesungen von Frank Schindel, Liedtext von Henk Flemming – (The Last Element)

### Film
Zu der Serie wurde von Toei Animation der 40-minütige Film Digimon Frontier: Kodai Digimon Fukkatsu!! produziert, der am 20. Juli 2002 in die japanischen Kinos kam.
In diesem Film erreichen die fünf Kinder bei ihrer Reise durch die Digiwelt eine kleine Insel. Dort leben zwei Arten von Digimon, die sich stetig bekriegen: Tierische und menschliche. Dies wird gefördert durch Murmuxmon, das dadurch ein antikes böses Digimon, Ornismon, befreien will. Die Freunde werden Zeugen davon, wie sich zwei Digimon unterschiedlicher Art anfreunden und versuchen daraufhin den Krieg zu beenden.
Aufgrund einiger Ereignisse und Tatsachen, die sich mit denen aus der Fernsehserie widersprechen, gilt dieser Film nicht als kanonisch.

## Weitere Veröffentlichungen

### Hörspiel
In Japan wurde ein Hörspiel zur Serie auf CD mit dem Titel Digimon Frontier Original Story Tsutaetaikoto (Code: NECA-30084) veröffentlicht. Dieses spielt in der zweiten Hälfte der Serie und handelt von den Kindern, die in der Digiwelt ein Mailbox-ähnliches Gerät finden und sich entschließen Briefe an die Menschen zu schreiben, die ihnen sehr nahe liegen. In diesen Briefen werden dabei Sachen zum Ausdruck gebracht, worüber sie üblicherweise nicht reden.
Die Geschichte besteht aus den sechs Teilen Takuya no Kazoku e no Tegami, Izumi no Love Letter, Izumi o Nerae! Kyūkyoku no Sakusen!!, Niichan e, Kōji kara Kōichi e… und Kōichi kara Kōji e….

### Soundtracks
Unter dem Label King Records erschien in Japan am 22. August 2002 die Soundtrack-CD Digimon Frontier Uta to Ongaku Shū (Code: NECA-30066), welches die Hintergrundmusik aus dem Anime enthält. Darüber hinaus gibt es auch von den Seiyū gesungene Charakter-Songs, die neben den Vor- und Abspännen der Fernsehserie als Single-CDs und Alben verkauft werden. Produziert wurden diese CD-Veröffentlichungen von der ehemaligen NEC-Tochtergesellschaft Interchannel.
Im deutschsprachigen Raum erschien eine Soundtrack-CD Digimon – TV-Soundtrack Vol. 4. Dieses am 2. April 2004 veröffentlichte Album beinhaltet auch einige eigens produzierte Lieder und wurde durch CTM Concept – TV & Merchandising lizenziert und von BMG Media, heute Sony BMG, vertrieben. Produktionsstudio sind die TOYCO Studios, produziert wurden die enthaltenen Stücke von Andy Knote.

### Manhua
Yuen Wong Yu zeichnete eine Manhua-Adaption zur Fernsehserie. Die Reihe umfasst drei Bände. Die Geschichten sind im Vergleich zum Anime allerdings stark verkürzt, obwohl Ereignisse in seltenen Fällen anders ausgehen.
Der Hongkonger Verlag Rightman Publishing veröffentlichte die drei Sammelbände einzeln im dritten und vierten Quartal des Jahres 2003 auf Kantonesisch in traditionellen chinesischen Schriftzeichen.
Eine englischsprachige Fassung wurde von Chuang Yi Publishing, dessen Sitz in Singapur liegt, für den südostasiatischen Raum publiziert. In Australien und Neuseeland wurde diese Version von Madman Entertainment importiert und vertrieben.